# Semaeomyia venezuelensis
Semaeomyia venezuelensis är en stekelart som först beskrevs av Jean-Jacques Kieffer 1911.  Semaeomyia venezuelensis ingår i släktet Semaeomyia och familjen hungersteklar. Inga underarter finns listade i Catalogue of Life.